# Ким Унхјанг
Ким Унхјанг (кореј. 김은향, Kim Un-hyang; 21. октобар 1991) елитна је скакачица у воду и репрезентативка Северне Кореје у овом спорту. Њена специјалност су скокови са торња са висине од 10 метара, како у појединачној тако и у конкуренцији синхронизованих парова. 
Била је део олимпијске репрезентације Северне Кореје на Летњим олимпијским играма 2008. у Пекингу и на ЛОИ 2012. у Лондону. У Пекингу је заузела 16. место у појединачној и 6. место у конкуренцији парова, док се у Лондону такмичила само у појединачним скоковима где је заузела 13. место. 
На Азијским играма 2014. корејском Инчону освојила је бронзану медаљу у појединачним и сребро у синхроним скоковима (у пару са Сонг Нам-хјанг). На Светском првенству у скоковима у воду 2015. у руском Казању освојила је бронзану медаљу у синхронизованим скоковима са торња, такође у пару са Сонг Нам-хјанг.